# Bisdom Périgueux
Het bisdom Périgueux (Latijn: Dioecesis Petrocoricensis; Frans: Diocèse de Périgueux et Sarlat) is een Frans rooms-katholiek bisdom met bisschopszetel in Périgueux, gesticht in de 3e eeuw. Van 1801 tot 1817 was het bisdom Périgueux opgeheven, en het gebied aangehecht aan het bisdom Angoulême. Ingevolge een pauselijke bul van 1854 is de bisschop ook bisschop van Sarlat, waarbij het bisdom Sarlat in 1801 werd opgeheven.
Sinds 1822 komt het bisdom overeen met het departement Dordogne. Het bisdom is suffragaan aan het aartsbisdom Bordeaux, wat ook de naam is gebruikt voor de kerkprovincie. 
In 2023 telde het bisdom ongeveer 369.000 katholieken op een totale bevolking van 423.278 (87,3%). Het bisdom telde toen 25 parochies die werden bediend door 46 diocesante priesters en 13 permanente diakens.

## Bisschoppen

### Oude bisdom
De laatste acht jaar van de 10e eeuw was Martinus, de jongste zoon van Boso I van La Marche bisschop van Périgueux. 

### Moderne bisdom
- Alexandre-Charles-Louis-Rose de Lostanges-Saint-Alvère (1821-1836)
- Thomas-Marie-Joseph Gousset (1836-1840)
- Jean-Baptiste-Amédée Georges-Massonnais (1840-1860)
- Charles-Théodore Baudry (1861-1863)
- Nicolas-Joseph Dabert (1863-1901)
- François-Marie-Joseph Delamaire (1901-1906)
- Henri-Louis-Prosper Bougouin (1906-1915)
- Maurice-Louis-Marie Rivière (1915-1920)
- Christophe-Louis Légasse (1920-1931)
- Georges-Auguste Louis (1932-1965)
- Jacques-Julien-Émile Patria (1965-1988)
- Gaston Poulain, P.S.S. (1988-2004)
- Michel Mouïsse (2004-2014)
- Philippe Mousset (2014-)

Bordeaux (aartsbisdom) · Agen · Aire en Dax · Bayonne · Périgueux